# Iván Villar
Iván Villar Martínez, född 9 juli 1997, är en spansk fotbollsspelare.
Han blev olympisk silvermedaljör i fotboll vid sommarspelen 2020 i Tokyo.